# Société des observateurs de l’homme
Die Société des observateurs de l’homme, in deutscher Übersetzung Gesellschaft der Menschenbeobachter, war eine französische Gelehrtengesellschaft. Sie wurde 1799 in Paris gegründet, weshalb die Stadt als Gründungsort der französischen Anthropologie gilt. Im Jahr 1804 löste sich die Société des observateurs de l’homme wieder auf.

## Geschichte
Die Société de l'homme des observateurs wurde von Roch-Ambroise Cucurron Sicard, Louis-François Jauffret und Joseph de Maimieux gegründet. Das Fehlen von Archiven und die kurze Zeit ihrer Existenz erschweren die Belegsituation und historische Aufarbeitung. Nur wenige Dokumente sind verbürgt, so etwa die Aufarbeitung des Falles Victor von Aveyron durch Jean Itard und der Baudin-Expedition durch Nicolas Baudin selbst.
Im August des Gründungsjahres traf sich die Gesellschaft erstmals in Paris in der Rue de Seine zu ihrer konstitutionellen Sitzung.

## Forschungen
Ein breites Feld an wissenschaftlichen Fragen wurde bearbeitet, so etwa Themen aus der Sprachwissenschaft, der Medizin, der Lebensweisen und Kulturformen, aber auch Fragen aus der Taubstummen-Pädagogik waren vertreten. Es wurde versucht, den Menschen in seiner Gesamtheit mit allen seinen unterschiedlichen Aspekten zu erfassen.
Man war bestrebt, eine Ordnung zu finden oder ein System, worin sich die unterschiedlichsten Menschen in allen ihren kulturellen, aber auch gesunden und krankhaften Ausformungen erfassen ließen. Gewissermaßen suchte man nach einer Theorie, die eine Vereinheitlichung der Wissenschaften vom Menschen ermöglichte.

## Mitglieder

### Ordentliche Mitglieder
Pierre Bonnefous – Mathieu-Antoine Bouchaud – Louis Antoine de Bougainville – Antoine-Marie-Henri Boulard – Simon-Jérôme Bourlet de Vauxcelles – Pierre-Roland Butet de la Sarthe – Guillaume de Sainte-Croix – Adamantios Koraïs – Frédéric Cuvier – Jean-Baptiste Gaspard d’Ansse de Villoison – Joseph Marie Degérando – Joseph Philippe François Deleuze – Joseph de Maimieux – Déodat Gratet de Dolomieu – André Marie Constant Duméril – Antoine François de Fourcroy – Marie-Nicolas-Silvestre Guillon-Pastel – Jean Noël Hallé – Jean Itard – Gaspard-André Jauffret – Louis-François Jauffret – Antoine-Laurent de Jussieu – Bernard Germain Lacépède – Pierre-Henri Larcher – Pierre Laromiguière – Auguste-Savinien Leblond – Théodoric-Nilammon Lerminier – Jean-Joseph Marcel – Aubin-Louis Millin de Grandmaison – Mathieu de Montmorency-Laval – Louis-Jacques Moreau de la Sarthe – Pierre-Hubert Nysten – Ambroise Marie François Joseph Palisot de Beauvois – Jean-Pierre Papon – Eugène Louis Melchior Patrin – Philippe Pinel – Joseph Marie Portalis – Louis Ramond de Carbonnières – Dominique Ricard – Roch-Ambroise Cucurron Sicard – Antoine-Isaac Silvestre de Sacy – Charles-Nicolas-Sigisbert Sonnini de Manoncourt – Charles Athanase Walckenaer

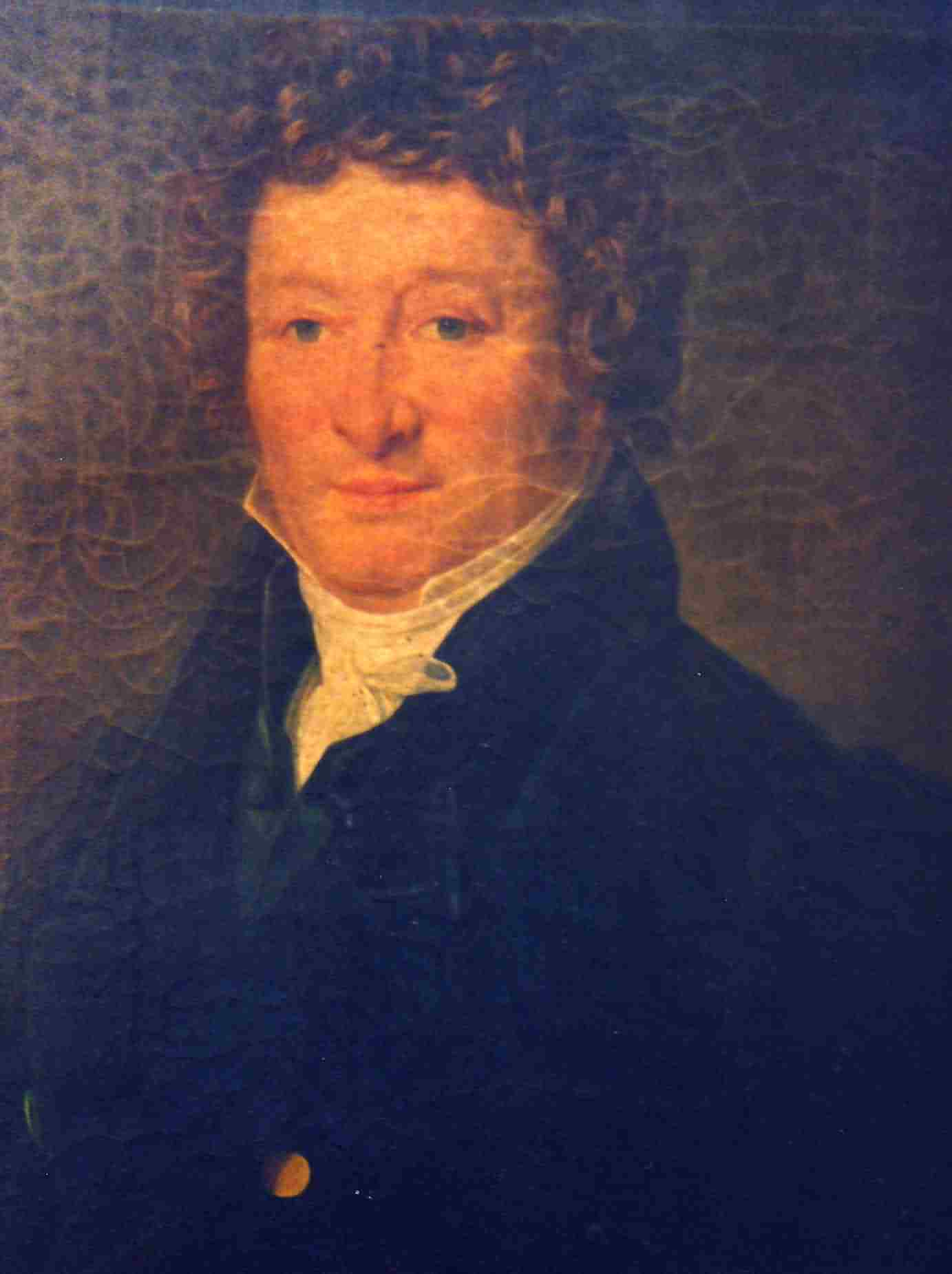
Louis-François Jauffret, Gründungsmitglied
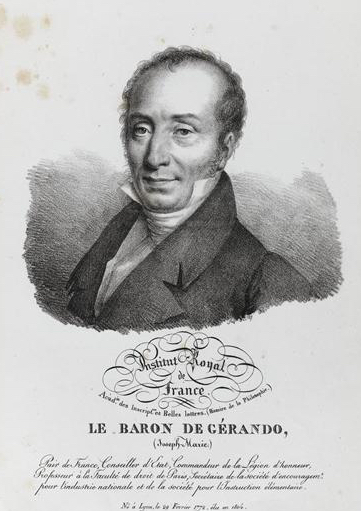
Joseph Marie Degérando
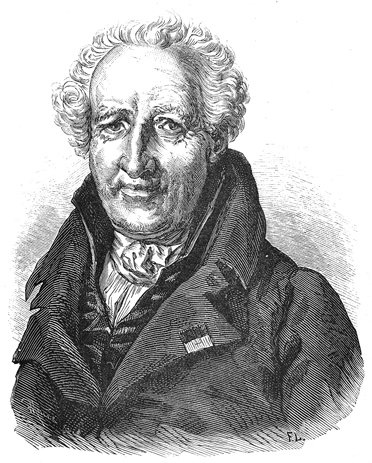
Antoine-Laurent de Jussieu
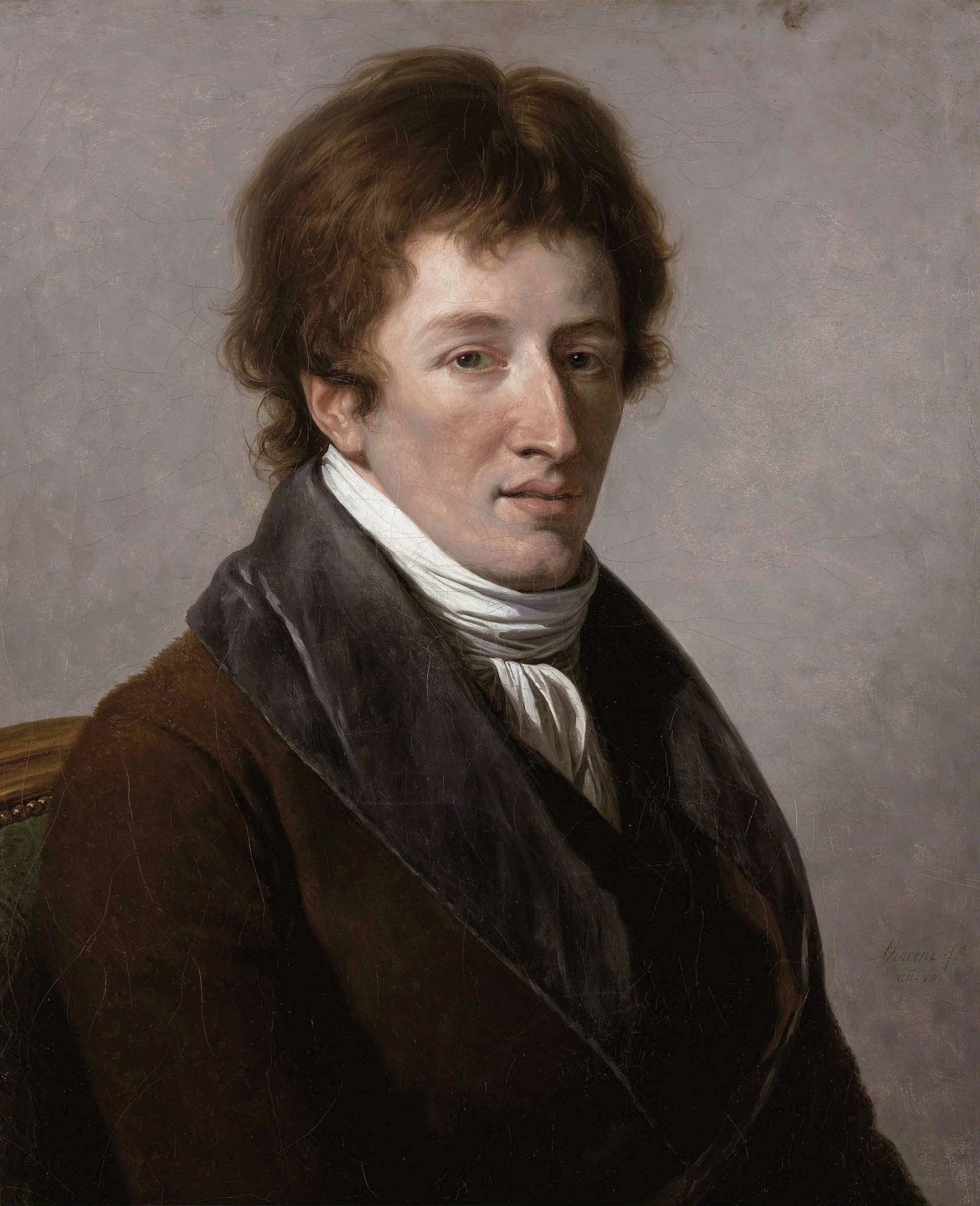
Georges Cuvier
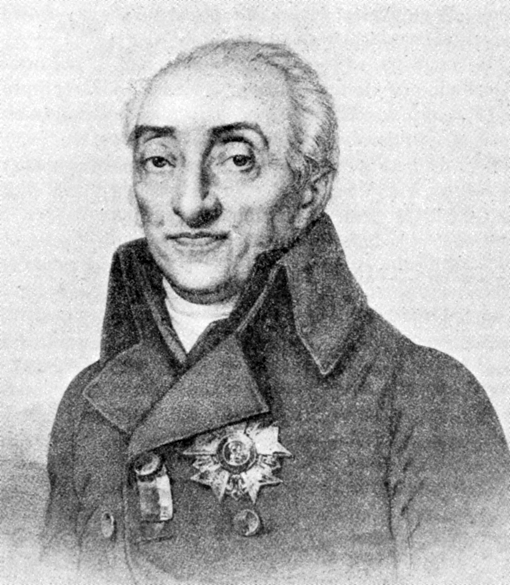
Bernard Germain Lacépède

### Korrespondierende Mitglieder
Nicolas Baudin – Pierre-Justin Bernier – Frédéric de Bissy – Ludwig Heinrich Bojanus – Hyacinthe de Bougainville – Jean Cailleau – Pierre Faure – Jean-Emmanuel Gilibert – Jacques Félix Emmanuel Hamelin – Urbain-René Lebouvier-Desmortiers – François Levaillant – René Maugé de Cely – André Michaux – François Péron – Gottlieb Konrad Pfeffel – Anselme Riedle

## Schriften
- Louis-François Jauffret: Introduction aux mémoires de la Société des Observateurs de l’homme. In Jean Copans; Jean Jamin: Aux origines de l'anthropologie française.  J.-M. Place; Nouvelles editions. J M Place edition (1994) ISBN 2-8589-3214-X